# یورگن هاینش

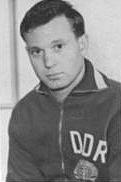
یورگن هاینش

یورگن هاینش (به آلمانی: Jürgen Heinsch) بازیکن فوتبال و دروازه‌بان اهل آلمان شرقی بود که از سال ۱۹۶۳ میلادی عضو تیم ملی فوتبال آلمان شرقی بوده‌است. وی در ۷ بازی ملی حضور داشته و در بازی‌های ملی‌اش گلی به ثمر نرساند. یورگن هاینش آخرین بازی ملی خود را در سال ۱۹۶۵ میلادی انجام داد.